# EP FM Araraquara
EP FM Araraquara é uma emissora de rádio brasileira sediada em Araraquara, cidade do estado de São Paulo. Opera no dial FM, na frequência 95.7 MHz. É parte integrante das EP Rádios, subsidiária do Grupo EP que controla as emissoras de rádio do conglomerado.

## História
A concessão foi obtida em 1991 pelo ex-vereador e professor José Alfredo Amaral Gurgel, que instala na cidade a rádio Aracoara FM, uma rádio local com conteúdo regional, a primeira da cidade a tocar sertanejo. Amaral Gurgel, apreciador de boleros, possuía um programa na emissora.
Às 6h do dia 17 de julho de 1997, a Aracoara FM passa a se chamar Jovem Pan 2 Araraquara, tornando-se afiliada à rede Jovem Pan 2. A emissora foi uma das primeiras afiliadas da rede e uma das mais longevas da região.

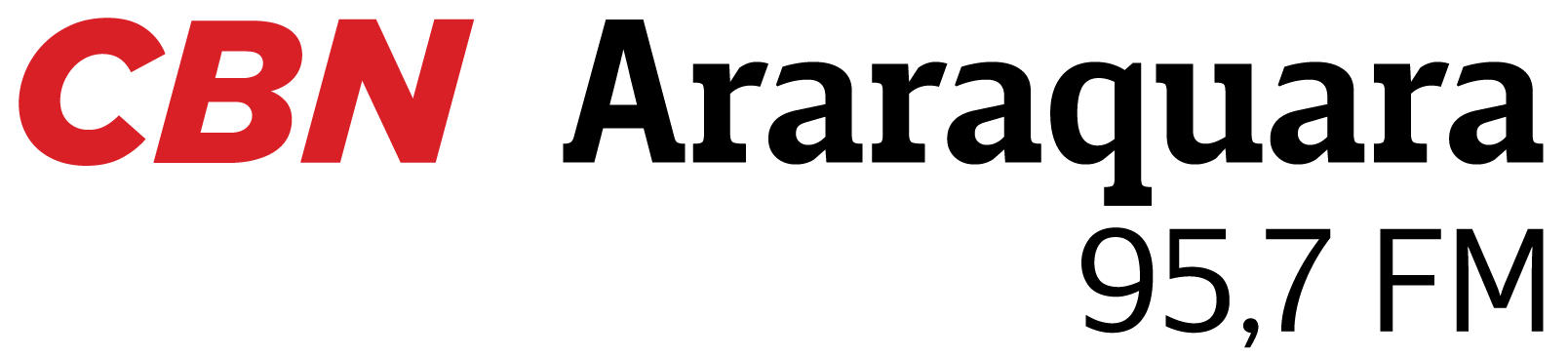
Logotipo da emissora entre 2019 e 2023.

Em setembro de 2018, veículos de mídia local anunciavam que a EPTV não iria renovar o contrato de afiliação com a Jovem Pan e que a partir de dezembro a emissora passaria a ser afiliada à CBN, tal qual ocorre em Ribeirão Preto. O objetivo seria manter os profissionais que vêm sendo utilizados e contratar mais profissionais para a nova programação. A afiliação com a Jovem Pan foi encerrada às 0h de 1.º de dezembro, seguindo com programação de expectativa. A estreia oficial da CBN Araraquara ocorreu em 3 de dezembro, marcando o retorno da CBN após a passagem da emissora na frequência da Rádio Morada do Sol (a então CBN Morada) nos anos 1990.
Em 31 de janeiro de 2023, o Grupo EP comunicou que as afiliadas da CBN em Araraquara e São Carlos iriam dar lugar à EP FM, rede de rádios própria com programação regional que substitui o formato all news pelo "infotenimento", com uma grade baseada em música, notícias, esportes, variedades e cultura. À meia-noite do dia 1.º de fevereiro, a emissora encerrou sua afiliação com a CBN, substituindo-a por uma programação de expectativa para o novo formato, que tem estreia prevista para 8 de fevereiro.